# 2024-25 V.LEAGUE MEN
2024-25 V.LEAGUE MEN（ブイリーグ・メン）は、2024年開幕のSV.LEAGUEの男子セカンドディビジョンである。
本大会はVライセンスを保有する17チーム、並びにSVライセンスを保有しているクボタスピアーズ大阪を含む18チームが参加する。
なお、クボタスピアーズ大阪はSVライセンス保有クラブが奇数であり、相対評価により本リーグへ参加。当初参加予定だった大分三好ヴァイセアドラーは、2024年4月30日までに資金繰り基準を充足させることを義務付ける条件付きライセンスが交付されていたが、受け皿スポンサーの交渉がまとまらず、本年度はリーグ参加辞退し、活動休止が発表された。
なおこのリーグ戦のみ、東西2ブロック制で行われる。

## 出場チーム

### 東地区
- 北海道イエロースターズ（ホームタウン：北海道札幌市 ホームアリーナ：北ガスアリーナ札幌46）SV準加盟認定
- つくばユナイテッドSun GAIA（茨城県つくば市 つくばカピオ）
- レーヴィス栃木（栃木県足利市 FUKAI SQUARE GARDEN足利）新規加盟申請承認・SV準加盟認定[3]
- 埼玉アザレア（埼玉県川越市 川越市運動公園総合体育館）
- 千葉ZELVA（千葉県千葉市 YohaSアリーナ～本能に、感動を。～）
- 東京ヴェルディ（東京都稲城市 稲城市総合体育館）
- 富士通カワサキレッドスピリッツ（神奈川県川崎市 カルッツかわさき）
- 長野GaRons（長野県須坂市 須坂市民体育館）

### 西地区
- アイシンティルマーレ碧南（愛知県碧南市 碧南市臨海体育館）
- 大同特殊鋼知多レッドスター（愛知県知多市 メディアス体育館ちた）
- ヴィアティン三重（三重県四日市市 四日市市総合体育館）
- 近畿クラブスフィーダ（大阪府東大阪市 近畿大学記念会館）
- クボタスピアーズ大阪（大阪府大阪市 Asueアリーナ大阪）SVライセンス交付
- きんでんトリニティーブリッツ（大阪府岸和田市 岸和田市総合体育館）
- 兵庫Delfino（兵庫県南あわじ市 南あわじ市文化体育館元気の森ホール）
- 奈良ドリーマーズ（奈良県奈良市 ロートアリーナ奈良）
- 福岡ウイニングスピリッツ（福岡県福岡市 福岡市民体育館）
- フラーゴラッド鹿児島（鹿児島県日置市 日置市伊集院総合体育館）

### 参加辞退
- 大分三好ヴァイセアドラー（大分県大分市 サイクルショップコダマ大洲アリーナ） 条件付きVライセンス交付も、スポンサー交渉がまとまらず参加辞退

## 試合方式
- レギュラーシーズン：18チームによるホーム&アウェイ方式全28試合。
  - 地区交流戦はなく、東地区は8チームの4回総当たり（ホーム&アウェイ各2回）で28試合、西地区は10チームのホーム&アウェイの18試合+任意追加対戦の10試合、いずれもホームゲームが14試合になるように日程を組む[2]
  - 各地区上位2チームずつの4チームがチャンピオンシップ進出。レギュラーシーズン敗退チームの順位はそれぞれの地区のレギュラーシーズンの成績に基づき決定する。
  - 順位決定方法

  1. 勝率
  2. 勝ち点（3-0か3-1の勝利3点・敗戦0点、フルセットの勝利2点・敗戦1点）
  3. セット率
  4. 得失点率
  5. 当該チームの直接対決における成績（勝率→勝ち点→セット率→得失点率）
  6. 抽選（理事会が必要とした場合）
- チャンピオンシップ
  - ノックアウト方式で、セミファイナル、ファイナルとも1戦制を行う。セミファイナルはたすき掛け形式で、それぞれの地区1位チームが、別地区の2位チームと対戦する。
  - 敗戦チームの順位決定戦は行わず、3-4位の成績はレギュラーシーズンの成績を基に決定

## レギュラーシーズン

### 最終順位

#### 東地区
| 順位 | チーム                         | 備考           |
| ---- | ------------------------------ | -------------- |
| 1    | 北海道イエロースターズ         | プレーオフ進出 |
| 2    | 埼玉アザレア                   | プレーオフ進出 |
| 3    | 富士通カワサキレッドスピリッツ |                |
| 4    | レーヴィス栃木                 |                |
| 5    | つくばユナイテッドSun GAIA     |                |
| 6    | 長野GaRons                     |                |
| 7    | 千葉ZELVA                      |                |
| 8    | 東京ヴェルディ                 |                |

#### 西地区
| 順位 | チーム                       | 備考           |
| ---- | ---------------------------- | -------------- |
| 1    | ヴィアティン三重             | プレーオフ進出 |
| 2    | フラーゴラッド鹿児島         | プレーオフ進出 |
| 3    | アイシンティルマーレ碧南     |                |
| 4    | クボタスピアーズ大阪         |                |
| 5    | きんでんトリニティーブリッツ |                |
| 6    | 大同特殊鋼知多レッドスター   |                |
| 7    | 近畿クラブスフィーダ         |                |
| 8    | 奈良ドリーマーズ             |                |
| 9    | 兵庫Delfino                  |                |
| 10   | 福岡ウイニングスピリッツ     |                |

## シーズン最終順位
| 順位 | チーム                         | 備考      |
| ---- | ------------------------------ | --------- |
| 1    | フラーゴラッド鹿児島           | 西地区2位 |
| 2    | ヴィアティン三重               | 西地区1位 |
| 3    | 北海道イエロースターズ         | 東地区1位 |
| 4    | 埼玉アザレア                   | 東地区2位 |
| 5    | アイシンティルマーレ碧南       |           |
| 6    | クボタスピアーズ大阪           |           |
| 7    | 富士通カワサキレッドスピリッツ |           |
| 8    | きんでんトリニティーブリッツ   |           |
| 9    | レーヴィス栃木                 |           |
| 10   | つくばユナイテッドSun GAIA     |           |
| 11   | 大同特殊鋼知多レッドスター     |           |
| 12   | 長野GaRons                     |           |
| 13   | 近畿クラブスフィーダ           |           |
| 14   | 奈良ドリーマーズ               |           |
| 15   | 千葉ZELVA                      |           |
| 16   | 兵庫Delfino                    |           |
| 17   | 東京ヴェルディ                 |           |
| 18   | 福岡ウイニングスピリッツ       |           |

## 表彰
シーズン終了後、以下のように個人賞が発表された。

### 個人賞
| 賞の名称                       | 受賞者氏名                 | 所属チーム名             | 記録    | 受賞回数 | 備考                         |
| ------------------------------ | -------------------------- | ------------------------ | ------- | -------- | ---------------------------- |
| シーズン優勝ヘッドコーチ賞     | 小川貴史                   | フラーゴラッド鹿児島     |         | 初受賞   |                              |
| プレーオフMVP                  | 笠利真吾                   | フラーゴラッド鹿児島     |         | 初受賞   |                              |
| トップスコアラー               | 長友優磨                   | フラーゴラッド鹿児島     | 471得点 | 初受賞   | 最多得点                     |
| トップスパイカー               | 劉鴻杰                     | クボタスピアーズ大阪     | 59.8%   | 初受賞   | アタック決定率               |
| トップサーバー                 | 長友優磨                   | フラーゴラッド鹿児島     | 12.6%   | 初受賞   | サーブ効果率                 |
| トップブロッカー               | 水野将司                   | アイシンティルマーレ碧南 | 1.00本  | 初受賞   | セット当たりブロック決定本数 |
| トップサーブレシーバー         | 山根志哉                   | 奈良ドリーマーズ         | 72.1%   | 初受賞   | サーブレシーブ成功率         |
| レギュラーシーズンMVP          | 長友優磨                   | フラーゴラッド鹿児島     |         | 初受賞   |                              |
| レギュラーシーズンベスト6      | 長友優磨                   | フラーゴラッド鹿児島     |         | 初受賞   |                              |
| レギュラーシーズンベスト6      | 笠利真吾                   | フラーゴラッド鹿児島     |         | 初受賞   |                              |
| レギュラーシーズンベスト6      | 齋藤浩貴                   | 奈良ドリーマーズ         |         | 初受賞   |                              |
| レギュラーシーズンベスト6      | 水野将司                   | アイシンティルマーレ碧南 |         | 初受賞   |                              |
| レギュラーシーズンベスト6      | 中谷薫                     | 北海道イエロースターズ   |         | 初受賞   |                              |
| レギュラーシーズンベスト6      | 中村有晴                   | ヴィアティン三重         |         | 初受賞   |                              |
| レギュラーシーズンベストリベロ | 山根志哉                   | 奈良ドリーマーズ         |         | 初受賞   |                              |
| 最優秀新人賞                   | 中谷薫                     | 北海道イエロースターズ   |         | -        |                              |
| 最優秀フェアプレー賞           | 水野将司                   | アイシンティルマーレ碧南 |         | 初受賞   |                              |
| MIP賞                          | 鳴海宏太                   | ヴィアティン三重         |         | 初受賞   |                              |
| 最優秀育成クラブ賞             | アイシンティルマーレ碧南   |                          |         | 初受賞   |                              |
| 最優秀社会連携クラブ賞         | つくばユナイテッドSun GAIA |                          |         | 初受賞   |                              |
| 特別表彰                       | 該当者なし                 |                          |         |          |                              |
| 功労者表彰                     | 該当者なし                 |                          |         |          |                              |